# Convenience Airways
«Convenience Airways» (укр. «Зручні авіалінії») — восьма серія тридцять шостого сезону мультсеріалу «Сімпсони», прем'єра якої відбулась 8 грудня 2024 року у США на телеканалі «Fox».

## Сюжет
На початку показано засідання Капітолію Мардж Сімпсон дає свідчення проти «Зручних авіаліній» (англ. «Convenience Airways»)…
У Спрінґфілдському аеропорту Сімпсони готуються сідати на літак до Луїзіани на об'єднавче барбекю далеких родичів Мардж. Оскільки через бурхливу поведінку всі авіалінії внесли Гомера до «чорного списка», Сімпсони вимушені летіти «Зручними авіалініями». Перед посадкою працівниця аеропорту каже, що в літаку вже немає місць для, щоб сім'я сиділа разом. Гомер знову обурливо реагує, але Мардж стримує чоловіка кажучи про альтернативу сімейним відпусткам — посиденьки з матір'ю Мардж.
На щастя, у бізнес-класі звільняється місце і Мардж швидко вихоплює квиток. Гомер обіцяє не обурюватися при польоті. Однак це не просто…
Спочатку Гомера дратують обидва його сусіди: жінка у стресі та продавець коміксів. Коли жінку виводять через панічні змовницькі вигуки щодо польота, її місце займає влогер, що робить з Гомера мем. Гомер пише Мардж, що намагається стримуватися. Водночас у бізнес-класі Мардж так розслабляється зручностями, що швидко засинає.
Від самого початку стюард Джоел несмішно жартує. Барта це неабияк дратує, тож він поринає в ігри на планшеті. Тоді Ліса забирає Меґґі від брата, щоб провести з нею час як сестра із сестрою. Однак, малечу захоплення Ліси джазом геть не веселить.
Під час слухання в Капітолії представник авіакомпанії повідомляє, що «Зручні авіалінії» орієнтуються на перевезення огидних пасажирів, яких включили до «чорного списка» інші авіакомпанії. Гомер дає свідчення, що це тортури.
Продавець коміксів дратує Гомера. Останній хоче поскаржитися стюардесі, але Джефф таємничо зникає… Гомер просить у Мардж кілька слів розради, але жінка спить та ігнорує все навколо.
У бізнес-класі пляшка джину випадково виливається до рота клоуна Красті. Через це клоун дебоширить і провокує Дредеріка Тейтама.
Тим часом гаджети Барта сідають, тож хлопчик знову змушений слухати нудні жарти стюарда. Не витримавши, хлопчик протистоїть Джоелові та по-справжньому веселить пасажирів. Бортпровідникові це не до вподоби, тож Барт втікає до туалету та через рацію продовжує жартувати. Зненацька хлопчик кудись провалюється…
Меґґі починає вередувати, тож Гомер забирає її. Плач не зупиняється, що підігріває гнів пасажирів. Під час прогулянки літаком Меґґі нарешті заспокоює інша сім'я з дитиною. Однак, коли вони вмикають веселу мелодію, щоб привчити сина до дитячого горщика, Меґґі набиває свій підгузок. Гомер згадує, що запасні підгузки в Мардж. Обережно пройшовши до першого класу, щоб не бути учасником тамтешньої бійки, Гомер пускає Меґґі поповзти до Мардж і забрати запасні підгузки.
Допоки стюардеса випустила візок із закусками, що спровокувало хаос серед пасажирів, Гомер з донькою ледве знаходять порожній туалет. Змінивши підгузок, Сімпсони повертаються… до порожнього літака. Коли Гомер вимагає дізнатися, що сталося з усіма пасажирами, стюардеса активовує люк і Гомер падає вниз у бортову в'язницю (про які попереджували у відео з техніки безпеки). Наверху залишаються лише спляча Мардж і Меґґі, що повзе до неї.
Внизу серед пасажирів знову спалахує лють. Гомер знову пише Мардж, але телефон бере Меґґі. Малеча відсилає випадкові емодзі, які Гомер сприймає як підтримку та мотивацію від Мардж. Гомер заспокоює пасажирів, завдяки чому персонал літака звільняє пасажирів і дозволяє їм повернутися а місця.
На судовому засіданні в Капітолії сенаторка Кларк пропонує використовувати систему «Зручних авіаліній» в усій галузі авіаперевезень. Коли Мардж не погоджується з методом, її скидають в люк.
У сцені під час титрів показано інше відео з техніки безпеки авіаліній.

## Виробництво
Серія вийшла о 20:30 замість звичного слоту 20:00.
Назва та сюжет епізода є відсиланням до бойовика 1997 року «Повітряна тюрма» (англ. «Con Air»). За словами співвиконавчого продюсера серії Майкла Прайса, при підготовці команда передивлялася фільм, тож вирішили додати персонаж фільму Кемерона По (Ніколас Кейдж) до пасажирів.
Об'єднавче барбекю родини Був'є в Луїзіані засновано на справжньому зборі родини сценаристки епізода Лоні Стіл Состхенд в тому самому місті.
Історію зі стюардом, що несмішно жартує, натхненна оповіданням Джоела Коена, сценариста «Сімпсонів». Через це творча команда вирішила назвати стюарда Джоелом.
Під час дослідження для сценарію Лоні Стіл Состхенд поспілкувалася зі своєю подругою, яка працює бортпровідницею у великій авіакомпанії. Вона розповіла, що під час одного зі своїх рейсів стала свідком привчання до горщика в проході літака.

## Культурні відсилання та цікаві факти
- Телеканал «C-SPAN 5», що транслює судове засідання, є пародією на «C-SPAN»[6].
- Серед авіаліній, що внесли Гомера до «чорного списку», є «Spirit Airlines», американська надбюджетна авіакомпанія[6].
- Змовницька теорія про «несправжній літак» жінки у стресі схожа до історії Тіффані Ґомез. Ґомез влітку 2023 року під час зльоту перестала бачити літак і в аніці вимагала вийти[7].
- Горрор-фільм, який дивиться продавець коміксів, є відсиланням до франшизи «Пила»[8].

## Ставлення критиків і глядачів
Під час прем'єри серію переглянули 1,7 млн осіб, з рейтингом 0.4, що зробило її другим найпопулярнішим шоу на каналі «Fox» тієї ночі, після «Універсальних базових хлопців».
Джон Шварц із сайту «Bubbleblabber» оцінив серію на 9/10, назвавши її «однією з найкумедніших серій року».
Майк Селестіно з «Laughing Place» сказав, що «загалом це кумедна серія, нехарактерно стримана переважно в одному місці. Гумор літака можна вважати досить «халтурним» у колах стендап-коміків, але „Сімпсони“ насправді не зробили багато такого за три з половиною десятиліття, тому я можу пробачити це, особливо тому, що є багато досить розумних спостережень про часто кошмарний світ авіаперельотів».
На сайті «Me Blog Write Good» відзначили:
|  | Це одна з тих серій, про які мені нема чого говорити, оскільки всю серію присвячено людям, які є дивакам в літаках, і Ваше задоволення [епізодом] залежить від того, чи вважаєте Ви це розважальним і цікавим для цілих двадцяти хвилин. Щодо мене, то я виявив, що до того моменту, коли ми підійшли до середини, епізод уже вичерпався, хоча я насолоджувався наполегливими спробами Гомера зберегти спокій, особливо коли йому доводиться піклуватися про засмучену Меґґі та діставати її сумку для підгузників. Звісно, не погана серія, але досить тонка розмова про заїжджену тему. |